# Astyleiopus variegatus
Astyleiopus variegatus är en skalbaggsart som först beskrevs av Samuel Stehman Haldeman 1847.  Astyleiopus variegatus ingår i släktet Astyleiopus och familjen långhorningar. Inga underarter finns listade.